# Lac Ambussel
Le lac Ambussel est un lac de Tanzanie d'une superficie de 19 km2 situé dans la région de la Manyara. Il se trouve dans le bassin du fleuve Pangani.

## Traduction
- (en) Cet article est partiellement ou en totalité issu de l’article de Wikipédia en anglais intitulé « Lake Ambussel » (voir la liste des auteurs).